# YouTube TV
YouTube TV es un servicio de televisión en streaming que ofrece televisión en directo, vídeo bajo demanda y DVR en la nube de más de 100 cadenas de televisión, incluidas las tres grandes cadenas de televisión abierta estadounidenes (ABC, NBC y CBS), FOX Network, The CW y PBS en la mayoría de los mercados. Es propiedad de YouTube, una filial de Google, y solo está disponible en Estados Unidos.
YouTube TV se lanzó el 28 de febrero de 2017 y es el socio presentador de las Series Mundiales y las Finales de la NBA. El 9 de febrero de 2024, YouTube TV tenía más de 8 millones de suscriptores.

## Historia

### 2017–2018
YouTube TV comenzó a emitirse en abril de 2017 en cinco ciudades de los Estados Unidos, Nueva York, Los Ángeles, Chicago, Filadelfia y San Francisco. Además de las cadenas nacionales de Estados Unidos, YouTube TV emite canales propiedad de esas cadenas, de sus propietarios corporativos y de otras empresas de comunicación como son CNBC, MSNBC, BBC World News, The Smithsonian Channel (una empresa de Showtime Networks y la Smithsonian Institution), Sundance TV (propiedad de AMC Networks), numerosos canales deportivos, Disney Channel (propiedad de The Walt Disney Company) y BBC America (propiedad conjunta de AMC Networks y BBC Studios). Los miembros de YouTube TV también tienen acceso a las películas y programas originales de YouTube Premium, aunque se requiere una suscripción adicional para obtener contenidos sin publicidad y funciones ampliadas de la aplicación.
También en 2017, YouTube añadió MLB Network y acuerdos regionales con los Seattle Sounders FC y Los Ángeles FC de la Major League Soccer.
El 14 de febrero de 2018, YouTube TV comenzó a transmitir las redes por cable de Turner Broadcasting System, propiedad de Time Warner (incluyendo, entre otras, TBS, TNT, CNN y Cartoon Network). Además, YouTube TV también anunció un acuerdo para añadir NBA TV y MLB Network. Con estos canales adicionales, el servicio aumentó su precio mensual por primera vez en marzo de 2018, pasando de 35 dólares a 40 dólares, sin que se pueda aplicar una cláusula de exención.

### 2019–2020
El servicio se amplió para cubrir el 98% de los hogares estadounidenses en enero de 2019. En marzo de 2019, YouTube TV se lanzó en Glendive (Montana), con lo que pasó a estar disponible en todos los mercados televisivos de Estados Unidos.
El 10 de abril de 2019, YouTube TV añadió nueve cadenas propiedad de Discovery, Inc. con lo que el servicio alcanza los 70 canales. El servicio anunció un segundo aumento de precio mensual, de 40 a 50 dólares, sin que los clientes actuales se vieran perjudicados ni se les permitiera renunciar a él.
El 29 de julio de 2019, en el Tour de Prensa de Verano de la Asociación de Críticos de Televisión en Pasadena, California, YouTube TV anunció que había firmado un acuerdo de varios años con PBS para permitir la transmisión en vivo de las estaciones afiliadas a PBS y el canal PBS Kids a partir del cuarto trimestre de 2019. El 15 de diciembre de 2019, las primeras emisoras afiliadas a PBS se añadieron a YouTube TV.
El 20 de febrero de 2020, YouTube TV llegó a un acuerdo con WarnerMedia para ofrecer HBO y Cinemax como complementos, y permitir el acceso al próximo servicio de streaming HBO Max con una suscripción a HBO.
El 7 de mayo de 2020, YouTube TV llegó a un acuerdo ampliado y plurianual con ViacomCBS, para añadir las principales cadenas de televisión por cable de la empresa que estaban notablemente ausentes desde el lanzamiento del streamer. El acuerdo también implica un compromiso continuo para distribuir los servicios de suscripción prémium de ViacomCBS, incluido Showtime, en YouTube TV, y una asociación ampliada para distribuir el contenido de la compañía de medios en las plataformas más amplias de YouTube. Ocho de los canales se añadieron el 30 de junio, con lo que YouTube TV supera los 85 canales. La incorporación vino acompañada de la tercera subida del precio mensual del servicio, que pasó de 50 a 65 dólares, y que además no incluía cláusulas de exención de derechos. Algunos competidores, como Hulu + Live TV y FuboTV, también han aplicado subidas de precios similares a lo largo del tiempo.
El 3 de septiembre de 2020, YouTube TV añadió la NFL Network a su línea base y anunció el paquete adicional Sports Plus, que incluye redes deportivas prémium como NFL RedZone, MavTV, GolTV, Fox Soccer Plus, Stadium y TVG por un coste adicional.
El 1 de diciembre de 2020, YouTube TV anunció un acuerdo para transmitir NewsNation de Nexstar Media Group (la antigua WGN America) a partir de enero de 2021.

### 2021–2022
El 16 de marzo de 2021, YouTube TV anunció que otras siete cadenas de ViacomCBS de nivel inferior que habían sido prometidas pero no añadidas en el anuncio del 7 de mayo, se añadirían finalmente.
El 2 de septiembre de 2021, YouTube TV anunció que el 8 de septiembre BeIN Sports, Outside TV y VSiN, entre otros, se añadirían a su paquete adicional Sports Plus. El 2 de septiembre de 2021, YouTube TV anunció que BeIN Sports, Outside TV, VSiN y varios otros canales deportivos especializados se agregarían a su paquete complementario Sports Plus, a partir del 8 de septiembre.
En mayo de 2022, el servicio lanzó un plan básico secundario en español dirigido a clientes hispanos y latinos, y un paquete complementario gratuito llamado "Spanish Plus"; el "Spanish Plan", disponible por $34.99 dólares estadounidenses al mes, consta de 28 canales en español (incluidos ESPN Deportes, CNN en Español, Cine Latino, Estrella TV, Nat Geo Mundo y Cine Mexicano), mientras que Spanish Plus, disponible por $14.99 dólares al mes, incluye más de 25 canales en español (incluidos varios que se ofrecen como parte del plan principal en español). El Spanish Plan, que, a diferencia del complemento Spanish Plus, no requiere una suscripción al plan básico principal, se lanzó con una prueba gratuita de siete días.
En septiembre de 2022, YouTube TV comenzó a permitir a los suscriptores la opción de comprar sus paquetes complementarios premium sin necesidad de suscribirse al plan básico de 85 canales (un concepto similar a las tiendas de canales de streaming operadas por Apple, Prime Video y Roku), con alrededor de 20 complementos inicialmente disponibles para su compra a la carta, incluidos HBO Max; Cinemax; Showtime; Starz; Epix; Hallmark Movies Now; CuriosityStream; MLB.tv y NBA League Pass. (YouTube lanzó una tienda de canales independiente llamada Primetime Channels, dentro del centro de películas y TV de la plataforma el 1 de noviembre de ese año).
En diciembre de 2022, YouTube TV fue nombrado proveedor exclusivo del NFL Sunday Ticket a partir de la temporada 2023 de la NFL. YouTube TV reemplaza a DirecTV como proveedor del paquete; DirecTV había distribuido el paquete desde su inicio en 1994, con una trayectoria de 29 años. CNBC calificó esto como una victoria tanto para YouTube TV como para las cadenas de televisión tradicionales.El director de productos de YouTube, Neal Mohan, dijo que se trataba de una progresión lógica teniendo en cuenta la forma en que la gente consume contenidos deportivos, y señaló que las suscripciones eran una parte importante del futuro del servicio. También indicó que "los creadores [tendrían] acceso exclusivo a los partidos, desde el primer partido hasta el Super Bowl, de modo que puedan producir contenidos en el canal de la NFL, pero también puedan producir su propio contenido para los YouTube Shorts". Al momento del anuncio, esta medida no afectaría a la distribución de NFL Network y la RedZone en YouTube.El NFL Sunday Ticket se lanzó oficialmente como un complemento independiente tanto en YouTube TV como en la tienda Primetime Channels de YouTube el 16 de agosto de 2023.

### 2023–presente
El 31 de enero de 2023, YouTube TV notificó a sus suscriptores que eliminaría a MLB Network después de que la compañía no pudiera llegar a un nuevo acuerdo con el canal para continuar distribuyéndolo.En un comunicado, un portavoz del canal dijo que simplemente estaban pidiendo a YouTube TV un acuerdo comparable al que alrededor de otras 300 compañías de cable, satélite y streaming habían acordado en el pasado.
El 16 de marzo de 2023, YouTube TV aumentó el precio de $64.99 a $72.99 dólares por mes para los nuevos miembros, y el 18 de abril de 2023, para los miembros existentes que se suscribieron a YouTube TV. El precio de algunos paquetes complementarios, como su función 4K, se redujo para compensar el aumento de precio del servicio.
El 17 de mayo de 2023, YouTube TV recibió críticas negativas después de una falla que hizo que muchos canales no estuvieran disponibles durante varias horas, incluido TNT, que estaba transmitiendo un partido de playoffs de la NBA entre los Boston Celtics y Miami Heat. Dicho error hizo que los suscriptores no pudieran ver el final del juego. El servicio recibió un impulso inesperado a partir de una disputa de transmisión entre Disney y Charter Communications en agosto, en el comienzo de la temporada del fútbol americano universitario y de la NFL, con muchos usuarios aconsejando a los clientes de Charter afectados que consideraran cambiarse a YouTube TV.
El 12 de diciembre de 2023, los complementos lineales/VOD separados de HBO y HBO Max se convirtieron en una oferta única de Max que, además de presentar las transmisiones lineales en vivo y el contenido VOD de HBO, incluye acceso a la biblioteca del nivel sin publicidad de Max en la aplicación y transmisiones en vivo de los canales en streaming del servicio, CNN Max (que ofrece una combinación de programas transmitidos simultáneamente de CNN y CNN International) y Bleacher Report (un servicio de cuatro canales, solo disponibles en horario de los juegos, que incluye transmisiones simultáneas de eventos deportivos en redes lineales exclusivas de Max y propiedad de Warner Bros. Discovery).

## Características
YouTube TV ofrece un servicio de DVR en la nube con almacenamiento ilimitado que guarda las grabaciones durante nueve meses. Cada suscripción puede compartirse entre seis cuentas y permite hasta tres transmisiones simultáneas.

## Dispositivos compatibles
Los dispositivos compatibles con YouTube TV son:

### Televisores inteligentes (SmartTV)
- Android TV
- LG Smart TV (en webOS 3.0 o superior)
- Samsung Smart TV (solo modelos de 2016 y superiores)
- Vizio Smartcast
- Roku Smart TV
- Hisense Smart TV
- Sharp Smart TV
- Walton Smart TV

### Reproductores multimedia en streaming
- Chromecast
- Chromecast con Google TV
- Nvidia Shield TV
- Reproductores Roku
- Amazon Fire TV
- Apple TV (4.ª generación & 4K)

### Videoconsolas
- PlayStation 4 (Modelo Original, PS4 Slim y PS4 Pro)
- PlayStation 5 (Edición estándar y digital)
- Xbox 360 (Modelo Original, modelo Core, modelo E, modelo S, modelo Elite, modelo Arcade y modelo Pro)
- Xbox One (Modelo Original, Xbox One S, Xbox One S Edición Digital y Xbox One X)
- Xbox Series (Series S y Series X)

### Celulares (Móviles)
- Dispositivos móviles Android
- Dispositivos móviles iOS (10.x o superior)

### Computadoras (Ordenadores)
- Chrome OS
- Linux
- Windows
- macOS

## Conflictos sobre la distribución de canales
En febrero de 2020, YouTube TV anunció que las cadenas deportivas regionales propiedad del Sinclair Broadcast Group (incluidas Fox Sports Networks y YES Network) probablemente se retirarían del servicio el 28 de febrero de 2020, alegando las elevadas tarifas de distribución. Ese día, YouTube TV anunció que había llegado a un acuerdo provisional para seguir ofreciendo los canales en la plataforma mientras se llevaban a cabo las negociaciones. El 5 de marzo de 2020, YouTube TV y Sinclair llegaron a un nuevo acuerdo para seguir ofreciendo todas las RSN de Fox excepto tres: YES Network, Fox Sports Prime Ticket y Fox Sports West. Sin embargo, el 1 de octubre de 2020, las redes fueron retiradas del servicio después de que las dos partes no pudieran llegar a un acuerdo de renegociación. Ese mismo mes, YouTube TV sacó a NESN, que transmite los partidos de los Boston Red Sox y los Boston Bruins.
En septiembre de 2021, YouTube TV entró en disputa con NBCUniversal al negociar la renovación de su contrato, y esta última advirtió que sus canales serían retirados del servicio si no llegaban a un acuerdo antes de fin de mes. Al parecer, la NBC había exigido a YouTube TV que agrupara su servicio de streaming Peacock, mientras que YouTube TV anunció que reduciría su precio en 10 dólares si no se renovaba el contrato. Las dos empresas no lograron llegar a un acuerdo antes del 1 de octubre, pero acordaron una "breve prórroga" para evitar la retirada de los canales. Un día después se llegó a un acuerdo.
En diciembre de 2021, YouTube TV se enzarzó en una disputa con The Walt Disney Company por la renovación de su contrato, advirtiendo a los clientes de la posible retirada de ABC, Disney Channel, ESPN, Freeform, FX, National Geographic y otras cadenas propiedad de Disney si ambos no llegaban a un acuerdo. Google y Disney no pudieron renovar su contrato antes de la fecha de vencimiento, lo que provocó el primer apagón de YouTube TV relacionado con el contrato. El problema se resolvió un día después, cuando las dos empresas llegaron a un nuevo acuerdo.
En enero de 2023, MLB Network fue retirada de YouTube TV después de no poder llegar a un acuerdo de renovación de contrato.
El 18 de noviembre de 2023, KTVK fue retirado de YouTube TV como canal local en el estado de Arizona debido a una disputa entre YouTube TV y la empresa matriz de KTVK, Gray Television. Esto dejó a los espectadores de ese servicio sin poder ver la mayoría de los partidos de baloncesto de los Phoenix Suns y los Phoenix Mercury televisados localmente que no son emitidos por TNT, ESPN o ABC.